# General Electric F110
General Electric F110 — турбовентиляторний реактивний двигун із форсажною камерою, вироблений компанією GE Aerospace (раніше — GE Aviation). Двигун походить від General Electric F101 і в основному працює на тактичних винищувачах. Двигун також виготовляється корпорацією IHI в Японії, TUSAŞ Engine Industries (TEI) у Туреччині та Samsung Techwin в Південній Кореї у рамках ліцензійних угод.
F118 — це варіант F110 без форсажної камери, який використовується на малопомітному бомбардувальнику Northrop B-2 та розвідувальному літаку Lockheed U-2S.

## Конструкція та розробка
Двигун F110 виник у результаті перетину зусиль General Electric у 1970-х роках щодо повернення на ринок  авіадвигунів для винищувачів США та прагнення ПС США вирішити проблеми з надійністю, довговічністю та обслуговуванням двигунів Pratt & Whitney F100, які використовувались на їхніх F-15 та F-16. У 1975 році компанія General Electric, використовуючи власні кошти, розпочала розробку двигуна F101X — похідного від свого F101, призначеного для бомбардувальника B-1. Двигун F101X успадкував основні конструктивні елементи F101, але отримав менший вентилятор, збільшений порівняно з F404, щоб його термодинамічний цикл і тяга краще відповідали вимогам до винищувального двигуна. Конвергентно-дивергентне ірисове сопло також було запозичене з F404.
Скасування програми B-1A адміністрацією Картера (на користь програми Advanced Technology Bomber, яка згодом стала B-2) призвело до втрати замовлень для General Electric, що дало додатковий поштовх до просування F101X на ринку винищувальних двигунів. Двигун зацікавив програму ПС США під назвою «Engine Model Derivative Program» (EMDP), і в 1979 році ПС почали фінансувати його як F101 Derivative Fighter Engine, або F101 DFE. ПС розглядали F101 DFE як потенційну альтернативу F100, а також як інструмент тиску на Pratt & Whitney, щоб змусити компанію вирішити проблеми з F100.

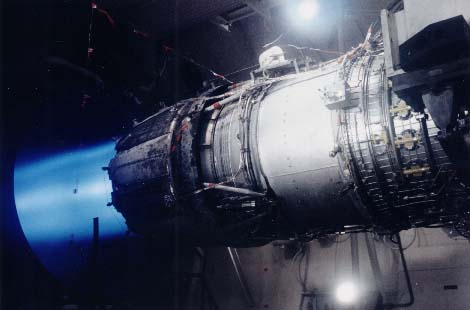
Двигун F110 проходить випробування продуктивності в Центрі інженерних розробок Арнольда ПС США.

Після завершення наземних випробувань у 1980 році F101 DFE вперше встановили на F-16 для льотних випробувань, під час яких він продемонстрував значне покращення продуктивності та надійності у порівнянні з існуючим F100. У 1982 році ПС розпочали повномасштабну розробку F101 DFE як конкурента F100 для застосування в майбутньому виробництві F-15 і F-16; у результаті цей двигун було обрано для F-16 і присвоєно позначення F110-GE-100. Вважається, що загроза з боку F110 стала причиною, чому компанія Pratt & Whitney пришвидшила вирішення проблем F100 та розробила вдосконалену версію F100-PW-220.
Щоб знизити вартість одиниці продукції та підвищити ефективність підрядників, ПС у 1983 році ініціювали конкурс Alternative Fighter Engine (AFE) між F100 і F110, який отримав прізвисько «Велика війна двигунів». Контракти на постачання вигравав переможець конкурсу. Починаючи з 1984 року, ПС закуповували обидва типи двигунів, причому щороку проводились тендери, і співвідношення F100 та F110 змінювалося залежно від результатів. Ці змагання тривали до 1992 року.

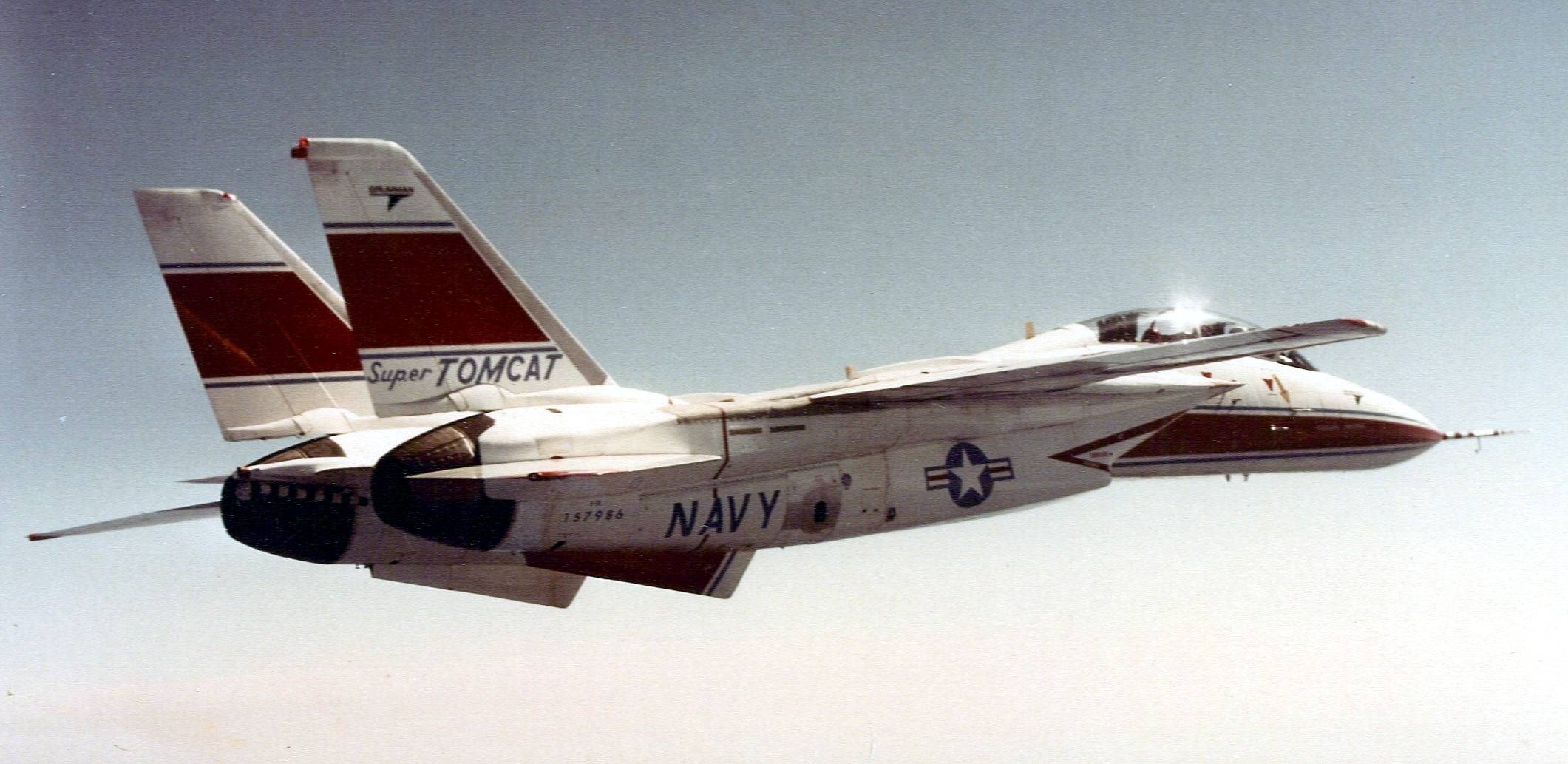
Прототип F-14B, бортовий номер BuNo 157986, на якому випробовувався F101 DFE, що згодом був прийнятий ВМС як F110-GE-400.

Двигун F101 DFE також був випробуваний на прототипі F-14B у 1981 році, де літак продемонстрував значне підвищення характеристик у порівнянні з Pratt & Whitney TF30, що використовувався раніше. Хоча подальші випробування були зупинені ВМС у 1982 році, вони використали результати оцінювання AFE ПС США, щоб вибрати силову установку для майбутніх модифікацій F-14. У 1984 році ВМС зрештою обрали F101 DFE, присвоївши йому позначення F110-GE-400.

### Конструкція
Двигун F110-GE-100/400 — це турбовентиляторний двигун з низьким ступенем двоконтурності, осьового потоку та форсажною камерою. Він має трьохступеневий вентилятор, який приводиться в рух двоступеневою турбіною низького тиску, і дев’ятиступеневий компресор, що приводиться одноступеневою турбіною високого тиску; загальне ступеневе стиснення становить 30,4, а ступінь двоконтурності — 0,87.
На відміну від амбітних цілей F100, орієнтованих на максимальну тягу та низьку масу, двигун F110 більше фокусувався на збалансуванні надійності, керованості та продуктивності. Вентилятор і направляючі лопатки впуску були сконструйовані для згладжування потоку повітря з метою підвищення стійкості до помпажу компресора. Двигун оснащений електронною та гідромеханічною системами управління, що робить його більш стійким до різких змін режимів роботи дроселя.
Основна відмінність між версіями -100 і -400 полягає у форсажному модулі останньої, який приблизно на 50 дюймів довший. Версія -100, яка використовувалася на F-16C/D Block 30/40, мала незабортову статичну тягу 73,8 кН сили на крейсерському режимі та 125,4 кН з увімкненим форсажем. Для версії -400, яка застосовувалася на F-14B/D, ці показники становили відповідно 72,7 кН та 119,9 кН сили.

### Подальші розробки
У середині 1980-х років Повітряні сили США прагнули збільшити потужність своїх тактичних винищувачів і розпочали програми «Improved Performance Engine» (IPE) для двигунів F100 і F110 з метою досягнення сили тяги в класі 129 кН, зберігаючи при цьому досягнення в надійності, реалізовані у F100-220 та F110-100. Результатом стали Pratt & Whitney F100-PW-229 і General Electric F110-GE-129. У порівнянні з F110-100, версія -129 отримала вдосконалені компоненти, включаючи цифрову систему повного керування двигуном (FADEC; англ. Full Authority Digital Engine Control system), яка дозволила досягати максимальної тяги в ширшому діапазоні умов і по більшій частині польотного профілю, зберігаючи при цьому 80% сумісності з попередником; ступінь двоконтурності було злегка зменшено до 0,76. Двигун -129 розвиває силу тяги 76,3 кН у режимі середньої потужності та 131,2 кН у форсажному режимі. Уперше його встановили у 1992 році на F-16C/D Block 50; пізніше він також став силовою установкою для модернізованих варіантів F-15E, починаючи з F-15K для Південної Кореї.

Зображення демонструє рухомі елементи сопла для керування вектором тяги

Безфорсажний варіант F110, позначений як F118, став двигуном для малопомітного бомбардувальника B-2 і модернізованого розвідувального літака U-2S. Варіант двигуна F110-100, обладнаний тривимірним осесиметричним векторним соплом тяги — Axisymmetric Vectoring Exhaust Nozzle (AVEN) за термінологією General Electric — було випробувано на спеціально модифікованому F-16, відомому як NF-16D VISTA, у рамках програми керування вектором тяги Multi-Axis Thrust-Vectoring (MATV); сопло могло відхиляти потік до 17 градусів у будь-якому напрямку від осі двигуна.
У 2000 році розпочалася розробка ще потужнішого варіанта — F110-GE-132, який спочатку називався F110-GE-129EFE (Enhanced Fighter Engine). І -132, і його конкурент Pratt & Whitney F100-PW-232, були спроєктовані для повного використання повітрозабірника Modular Common Inlet Duct (MCID) або «Великий рот» на F-16 Block 30. Модифікації -132 включають вдосконалений вентилятор з більшою ефективністю та збільшеним потоком повітря, композитний корпус вентилятора, підвищену довговічність гарячої частини двигуна, нову кільцеву форсажну камеру і вдосконалене керування. Цей двигун також використовує розробки з програми Integrated High Performance Turbine Engine Technology (IHPTET).
Двигун F110-132 розвиває 84,5 кН сил тяги у режимі середньої потужності та 144,6 кН у форсажному режимі, але також може бути налаштований на рівень тяги -129 для збільшення міжремонтного ресурсу з 4 300 до 6 000 циклів; старі -129 можна модернізувати до конфігурації -132, оскільки новий вентилятор є модульним компонентом. Двигун F110-132 було обрано для оснащення F-16E/F Block 60 для Об’єднаних Арабських Еміратів. Льотні випробування почалися у 2003 році, а перший двигун поставлено у 2005-му.
Технології з -132, а також з цивільних двигунів серії CFM56, були застосовані у програмі F110 Service Life Extension Program (SLEP). Модернізовані за SLEP двигуни -129 отримали позначення -129C. Подальші вдосконалені підваріанти з інтервалами в 6 000 циклів отримали позначення -129D (для F-16) і -129E (для F-15). Двигун -129E також використовується на прототипі винищувача TAI Kaan.

## Основні програми

### F-14

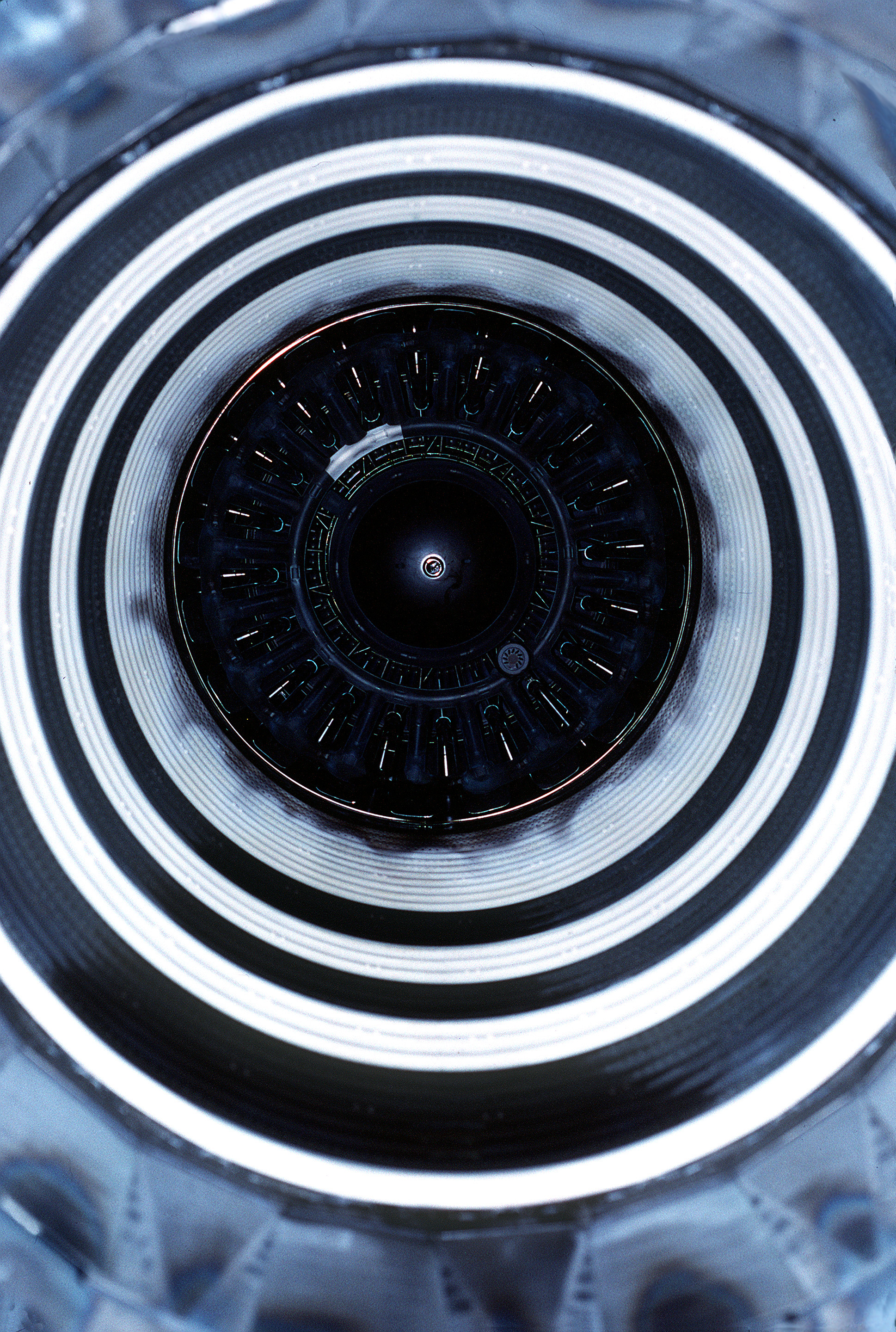
F110-GE-400, вигляд через форсажну камеру винищувача Grumman F-14D Tomcat

F-14A надійшов на озброєння Військово-морських сил США у 1973 році з двигунами Pratt & Whitney TF30. До кінця десятиліття, після численних проблем з цими двигунами (а також подібних проблем із F100 на F-15 та F-16), Міністерство оборони США почало закупівлю модернізованих TF30-P-414A. Хоча ці двигуни вирішили проблеми з обслуговуванням, їхня витрата пального та тяга були на рівні початкової моделі — значно менші за ті, на які було спроєктовано F-14. Первинно планований для F-14 двигун Pratt & Whitney F401 — збільшена палубна версія F100 — також був скасований через вартість і проблеми з надійністю.
Після аналізу результатів оцінювання програми «Alternative Fighter Engine» (AFE) ПС США, ВМС у 1984 році вирішили переоснастити F-14 двигуном F101 DFE, версія якого отримала позначення F110-GE-400. Основна відмінність між F110-GE-400 та версією ВПС F110-GE-100 полягала в довжині: модифікація -400 мала 50-дюймове (1,3 м) подовження реактивного сопла, щоб підходити до планера F-14; ця частина була встановлена після форсажної камери. У перші роки експлуатації подовжене сопло версії -400 призводило до несподіваних зон перегріву у форсажному каналі, що спричинило втрату кількох літаків F-14, доки проблема не була усунута. Двигун виробляв 119,9 кН сили незабортової тяги з увімкненим форсажем; встановлена тяга на рівні моря становила 104,1 кН сили з форсажем, а на швидкості 0,9 Махів підвищувалася до 134,3 кН сили. Це було співмірно з тягою запланованого для F-14 двигуна F401 і значно перевищувало максимальну незабортову тягу TF30 — 93 кН. Модернізовані літаки спочатку позначалися як F-14A+, а згодом були перейменовані на F-14B, як і нові серійні літаки з двигунами F110. Цей самий двигун використовувався і на фінальній модифікації — F-14D.
Запропоновані модернізовані варіанти F-14, зокрема Super Tomcat 21 (ST-21), мали б оснащуватись двигунами F110-GE-429 — палубною версією F110-GE-129 IPE.

### F-16
Винищувач F-16 Fighting Falcon надійшов на озброєння з турбовентиляторним двигуном Pratt & Whitney F100 з форсажною камерою. Щоб знизити вартість одиниці продукції, ПС США в 1984 році започаткували програму «Alternate Fighter Engine» (AFE), за якою контракти на двигуни присуджувалися на конкурсній основі. Станом на червень 2005 року двигуни F110 встановлювались на 86% винищувачів F-16C/D ПС США. Хоча F110-GE-100 може забезпечити приблизно на 17,8 кН більше сили тяги, ніж F100-PW-200, для повного розкриття потенціалу F110 потрібен більший повітряний потік. Стандартний повітрозабірник з нормальним ударом обмежував силу тяги F110 до 114,5 кН. Це призвело до збільшення площі повітрозабірника у модифікації MCID. Винищувачі F-16C/D Block 30/32 стали першими, які будувалися з універсальним моторним відсіком, здатним приймати обидва типи двигунів: Block 30 отримали збільшений повітрозабірник MCID (також відомий як «Big Mouth») для F110, а Block 32 зберегли стандартний повітрозабірник для F100.

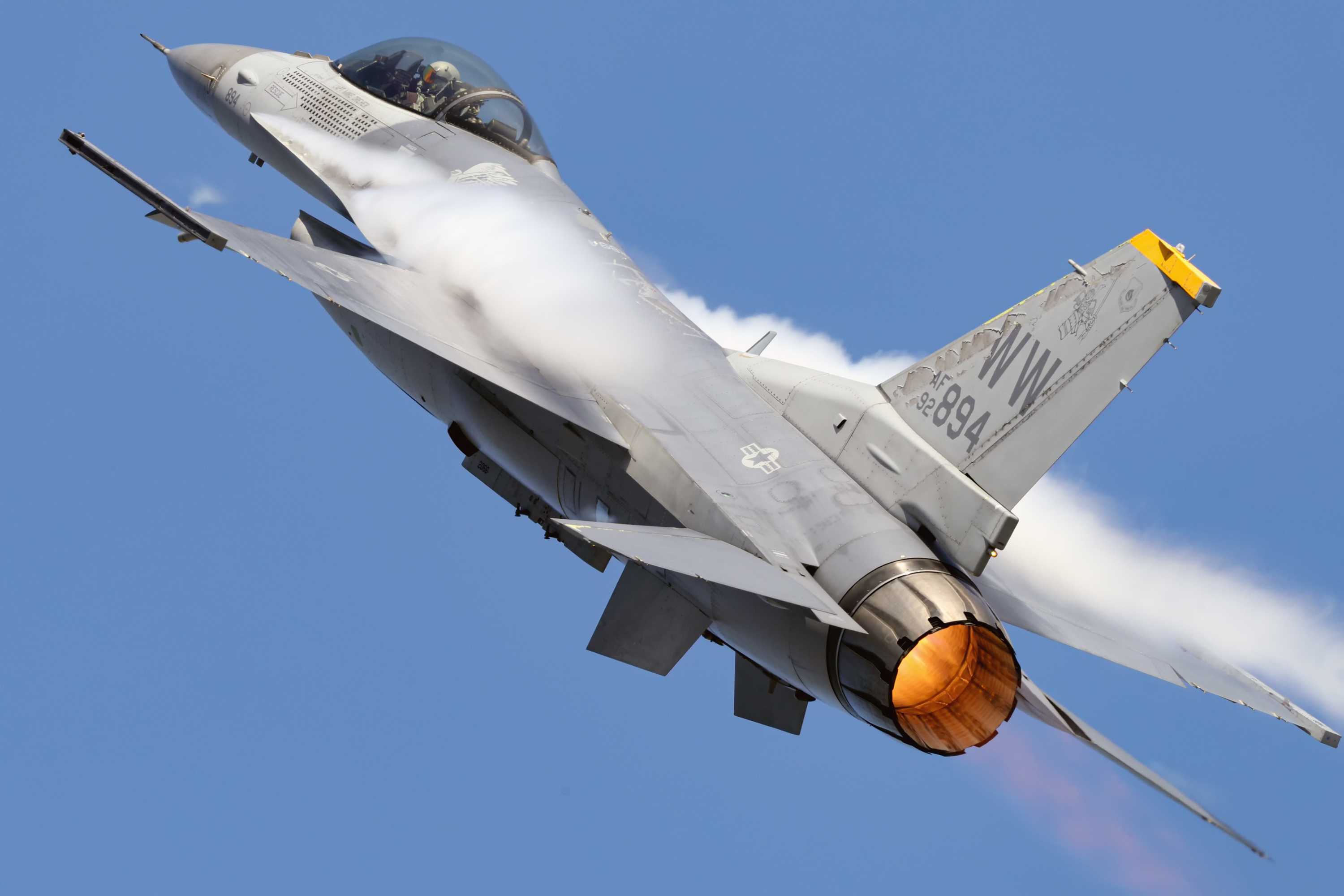
F-16C Block 50 з двигуном F110-GE-129.

F-16C/D Block 30 і 40 оснащувалися двигуном F110-GE-100 із силою тяги 125,4 кН, тоді як Block 50 мав F110-GE-129 IPE з тягою 131,2 кН. Винищувачі F-16E/F Block 60 Об’єднаних Арабських Еміратів оснащені двигуном F110-GE-132 з тягою 144,6 кН, так само як і запропонований літак Lockheed Martin-Tata F-21 — модифікація на базі Block 60 (раніше позначався як F-16IN) для участі в тендері MMRCA ПС Індії. Актуальні серійні F-16C Block 70 оснащуються двигуном F110-129D зі збільшеним ресурсом і довговічністю.
Два похідні від F-16 літаки — Mitsubishi F-2 та General Dynamics F-16XL — також оснащені двигуном -129 IPE. Для F-2 двигуни вироблялися за ліцензією компанією IHI Corporation під позначенням F110-IHI-129, до того як у лютому 2024 року інформатор компанії IHI повідомив про порушення. 24 квітня 2024 року компанія IHI заявила, що Міністерство землі, інфраструктури, транспорту та туризму Японії розпочало розслідування щодо її дочірньої компанії IHI Power Systems Co., яка фальсифікувала дані про двигуни з 2003 року, що вплинуло на понад 4 000 двигунів у всьому світі.

### F-15

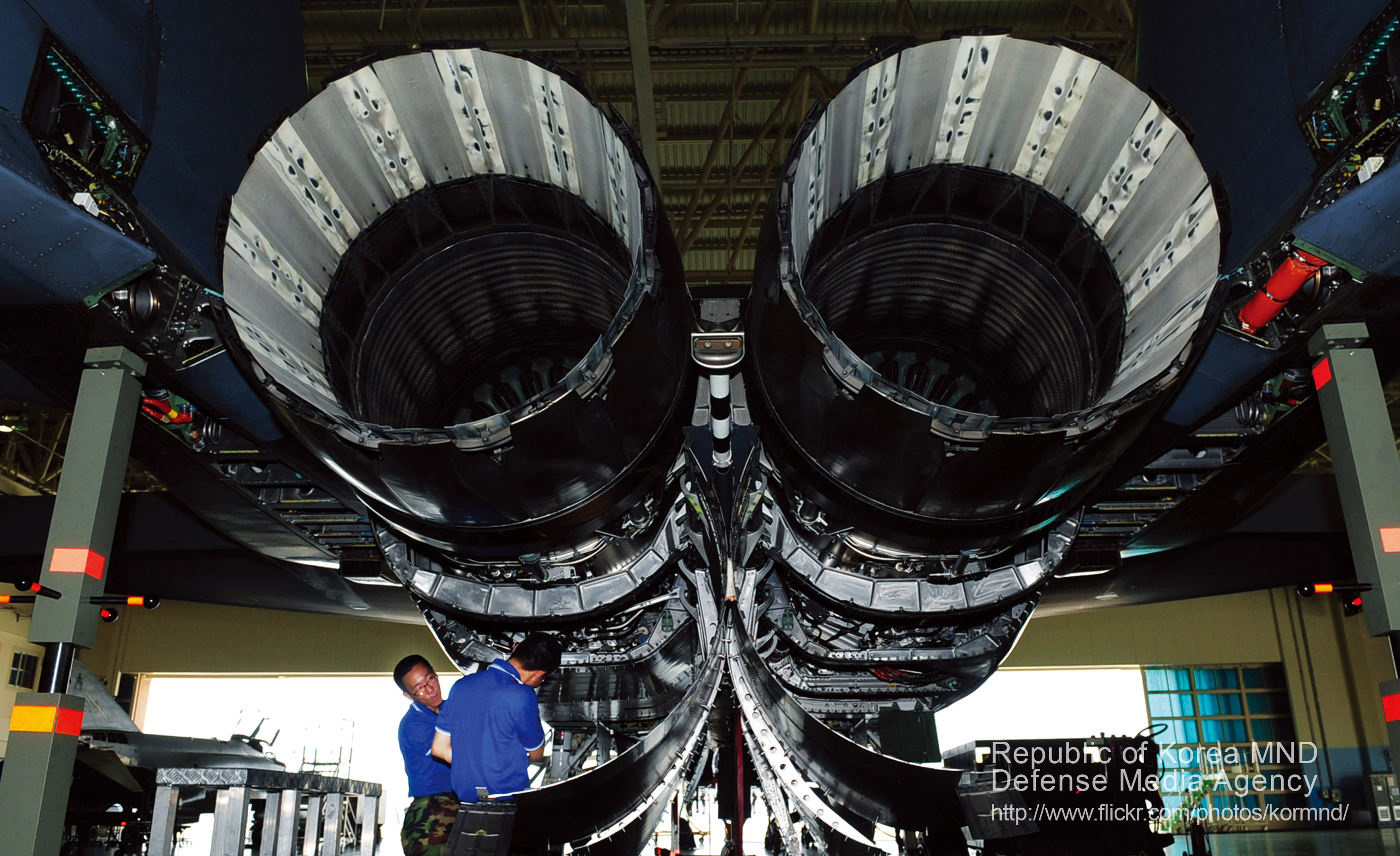
Південнокорейський F-15K з двома двигунами F110-GE-129.

Хоча ПС США обрали двигун Pratt & Whitney F100-PW-229 як IPE (Improved Performance Engine) для F-15E Strike Eagle, пара F110-GE-129 була встановлена на один літак для льотних випробувань. Південна Корея обрала F110-GE-129 для оснащення 40 винищувачів F-15K — це був перший випадок, коли серійні F-15 оснащувалися двигунами компанії General Electric. Виробництво здійснювалося за ліцензійною угодою із компанією Samsung Techwin. Цей двигун також був обраний Повітряними силами Республіки Сінгапур для оснащення їхніх F-15SG.
F-15E був далі модернізований до варіанту Advanced Eagle з новою електродистанційною системою керування польотом (ЕДСК, англ. Fly-by-Wire), яка включає цифрову систему керування двигуном FADEC від F110-GE-129. Advanced Eagle з двигуном F110-129E став основою для F-15SA Саудівської Аравії, F-15QA Катару та F-15EX Повітряних сил США.

## Варіанти
- F110-GE-100 : початковий варіант, розроблений на основі F101 DFE (Derivative Fighter Engine), використовується на F-16 Block 30 і 40.
- F110-GE-400 : варіант -100 для ВМС з подовженою форсажною камерою на 50 дюймів для встановлення на F-14; використовується на F-14A+ (пізніше позначався як F-14B) та F-14D.
- F110-GE-129 : варіант двигуна з покращеними характеристиками, встановлюється на F-16 Block 50 і 70, а також на F-15K, SG, SA, QA і EX.
- F110-GE-132 : варіант із ще вищою тягою, використовується на F-16 Block 60.

## Технічні характеристики

### F110-GE-400
Джерела даних: American Society of Mechanical Engineers, Naval Air Systems Command (NAVAIR)
| Характеристика                  | Значення                 |
| ------------------------------- | ------------------------ |
| Тяга:, кН                       |                          |
| Безфорсажна тяга                | 72,7                     |
| Форсажна тяга                   | 119,9                    |
| Розхід повітря, кг/сек          | 122                      |
| Тягооснащеність                 | 4,33:1 7,36:1 з форсажем |
| Повний ступінь підвищення тиску | 30,4                     |
| Ступінь двоконтурності          | 0,85                     |
| Кількість ступенів:             |                          |
| вентилятора                     | 3                        |
| компресора                      | 9                        |
| турбіни компресора              | 1                        |
| турбіни вентилятора             | 2                        |
| Суха маса двигуна, кг           | 1897                     |
| Габаритні розміри двигуна:, м   |                          |
| діаметр                         | 1,18                     |
| довжина                         | 5,89                     |

### F110-GE-129
Джерела даних: General Electric, American Society of Mechanical Engineers (ASME), MTU
| Характеристика                  | Значення                 |
| ------------------------------- | ------------------------ |
| Тяга:, кН                       |                          |
| Безфорсажна тяга                | 76,3                     |
| Форсажна тяга                   | 131,2                    |
| Розхід повітря, кг/сек          | 122                      |
| Тягооснащеність                 | 4,38:1 7,50:1 з форсажем |
| Повний ступінь підвищення тиску | 30,7                     |
| Ступінь двоконтурності          | 0,76                     |
| Кількість ступенів:             |                          |
| вентилятора                     | 3                        |
| компресора                      | 9                        |
| турбіни компресора              | 1                        |
| турбіни вентилятора             | 2                        |
| Суха маса двигуна, кг           | 1780                     |
| Габаритні розміри двигуна:, м   |                          |
| діаметр                         | 1,18                     |
| довжина                         | 4,62                     |

### F110-GE-132
Джерела даних: General Electric, American Society of Mechanical Engineers (ASME), Forecast International
| Характеристика                  | Значення                 |
| ------------------------------- | ------------------------ |
| Тяга:, кН                       |                          |
| Безфорсажна тяга                | 84,5                     |
| Форсажна тяга                   | 144,6                    |
| Розхід повітря, кг/сек          | 124,7                    |
| Тягооснащеність                 | 4,69:1 8,02:1 з форсажем |
| Повний ступінь підвищення тиску | 33,3                     |
| Ступінь двоконтурності          | 0,68                     |
| Кількість ступенів:             |                          |
| вентилятора                     | 3                        |
| компресора                      | 9                        |
| турбіни компресора              | 1                        |
| турбіни вентилятора             | 2                        |
| Суха маса двигуна, кг           | 1840                     |
| Габаритні розміри двигуна:, м   |                          |
| діаметр                         | 1,18                     |
| довжина                         | 4,62                     |